# Uvod v moderni ateizem
Uvod v moderni ateizem je znanstveno delo kardinala Franca Rodeta; izšlo je leta 1977, izdal in založil pa ga je Dom prosvete v Tinjah.

Avtor v njem na začetku povzame glavne grške in rimske filozofe, ki so pomembni za obravnavanje religije, ontoloških vprašanj, ateizma (sprehodi se od Talesa, prek Anaksimandra, Levkipa in drugih pa do Lukrecija). Nato obravnava štiri dobe modernega ateizma. Glavnino knjige predstavlja predstavitev največjih utemeljiteljev evropskega ateizma, vsakega posebej. Avtor nam predstavi Hegla, Feuerbacha, Marxa, Engelsa, Lenina, Nietscheja in Freuda.
Pri tem skuša ob vsakem podati tudi kritiko argumentov, ki posamezne mislece pripeljejo do ateizma. V glavnem se ta kritika nanaša na a priori zanemarjanje ontološkega vprašanja, vtem ko se vsi prej sprašujejo o socialnem, psihološkem izvoru Boga in religije. Kardinalova kritika se pritiče tudi nedoslednega, preranega izpeljevanja zaključkov in prikrojevanja dejstev, 'postulatov' za dosego utemeljitve teorije.

V zadnjem delu knjige se sprašuje o vzrokih sodobnega ateizma, ki jih išče tudi v povsem praktičnih pojavih (pojav zla, nerazvidnost Boga, samozadostna družba tehnike napram nekdanji Boga prosevajoči naravni družbi z omejitvami, napačna verska vzgoja, problem individualnega zastopanja vere v 'ateističnih' mestih napram vernemu podeželju, pa zgodovina cerkve, slabi zgledi vernikov...).
Pomembna je tudi misel, ki jo avtor izpostavi v sklepu knjige, kjer omeni, da se trije stebri ateizma (desakralizacija narave, oblasti in dela) pravzaprav s krščanstvom skladajo, če niso morda celo krščanskega izvora.

Delo je jedrnat prikaz razvoja ateistične misli v Evropi z dodanimi kritikami.